# 热尼耶
热尼耶（法語：Genillé，法語發音：[ʒənije]）是法国安德尔-卢瓦尔省的一个市镇，位于该省东部偏南，属于洛什区。

## 地理
热尼耶（47°11'8"N, 1°5'43"E）面积63.12 平方千米，位于法国中央-卢瓦尔河谷大区安德尔-卢瓦尔省，该省份为法国中西部省份，北起萨尔特省、东北接卢瓦-谢尔省，东南接安德尔省，南至维埃纳省，西临曼恩-卢瓦尔省。
与热尼耶接壤的市镇（或旧市镇、城区）包括：吕济耶、博蒙村、塞雷拉龙德、安德鲁瓦河畔舍米耶、费里耶尔叙博略、勒列日、奥尔比尼、安德鲁瓦河畔圣康坦、塞讷维耶尔。

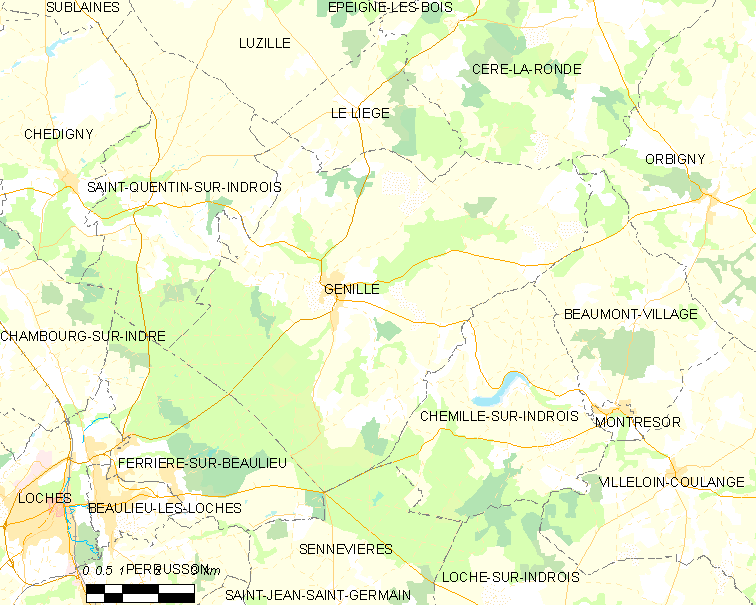
热尼耶的OSM定位图

热尼耶的时区为UTC+01:00、UTC+02:00（夏令时）。

## 行政
热尼耶的邮政编码为37460，INSEE市镇编码为37111。

## 政治
热尼耶所属的省级选区为洛什县。

## 人口

1962-2008年间热尼耶人口变化图示

热尼耶于2022年1月1日时的人口数量为1508人。

## 交通
安德尔-卢瓦尔省省道D10线、D89线、D511线和D764线在境内交汇。省内巴士TC线可前往洛什，工作日每天往返三趟。